# Ана Росинели
Ана Росинели (Базел, 20. април 1987) је швајцарско-пољска певачица и кантаутор. Росинели је тренутно певачица поп-соул бенд трија Ен Клер.
Ана Росинели је 11. децембра 2010. победила на швајцарском националном избору за песму Евровизије са композицијом In Love For a While, са којом је представљала Швајцарску на 56. издању песме Евровизије у Диселдорфу, Немачка.